# Воронівці (Могилів-Подільський район)
Воро́нівці —  село в Україні, у Мурованокуриловецькій селищній громаді Могилів-Подільського району Вінницької області. Найближчими центрами громад  є селище Муровані-Курилівці (19 км), селище Нова Ушиця (18 км), м. Бар (42 км).  Село знаходиться на кордоні з Хмельницькою областю, де сусідами є с. Заміхів та с. Щербівці. Іншими сусідніми селами є с. Ягідне (більш відоме серед місцевих як Калівка), с. Бахтинок і с. Новосілка.

## Управління
Село до 2020 входило  до Бахтинської сільради, яка, у свою чергу була в складі Мурованокуриловецької селищної ради.

## Населення
Чисельність населення села суттєво скоротилося за останні 50 років. За окремими даними населення становить 252 особи [?]. Переважають особи старшого віку. Через безробіття багато людей переїжджають на постійне місце проживання в більші за розміром населені пункти.
Більшість населення сповідує християнство. На території села є православні, адвентисти, п'ятидесятники, свідки Єгови.

## Економіка
Більшість жителів села зайняті в агропромисловому секторі - ведуть власне домогосподарство. Отримання жителями села паїв сприяло розвитку малого фермерства та активізації в цілому економіки села. Основні культури які вирощують або вирощували на території Бахтинської сільської ради, включаючи с. Воронівці: пшениця, жито, кукурудза, соняшник, ріпак, гречка, овес, горох, цукровий буряк, тютюн, баштанні культури.

## Природні ресурси
За радянських часів на території Бахтинської сільради, включаючи с. Воронівці, проводилися геодезичні дослідження Бахтинського родовища флюоритів. Однак промисловий видобуток так і не розпочався. Іншими природними копалинами є пісок, глина, ракушняк.
Недалеко від села протікає річка Бахтинка, що відноситься до басейну Дністра.

## Історія
Село перебувало у складі Пилипковецької волості Ушицького повіту Подільської губернії Російської імперії разом з селами Бугушівка, Браїлівка, Жабинці, Заборознівці, містечком Заміхів, селами Калівка, Карачіївський Майдан, Карачіївці, Ковалівка, Конищів, Пилипківці. На той час с. Воронівці було колишнім власницьким селом, що нараховувало 397 осіб, 65 дворових господарств, православна церква, заїжджий двір.
Село відображено на карті в Атласі Речі Посполитої XVI-XVII століття. Ця карта ще раз підтверджує наявність церкви в селі, яка була зруйнована комуністичною владою.
В Центральному державному історичному архіві України містяться Метрична книга церкви св. Дмитрія с. Воронівці Ушицького повіту. 1795-1827 рр. 92 арк.  та Метрична книга церкви св. Дмитрія с. Воронівці Ушицького повіту. 1782-1799 рр. 29 арк.
7 (20) листопада 1917 року, відповідно до Третього Універсалу Української Центральної Ради, увійшло до складу Української Народної Республіки.
Під час Другої Світової Війни частина молоді села була вивезена німцями на примусові роботи до Австрії та Німеччини, багато жителів села загинули, захищаючи Батьківщину від німецьких ворогів в лавах радянської армії.
12 червня 2020 року, відповідно до Розпорядження Кабінету Міністрів України № 707-р «Про визначення адміністративних центрів та затвердження територій територіальних громад Вінницької області», увійшло до складу Мурованокуриловецької селищної громади.
19 липня 2020 року, в результаті адміністративно-територіальної реформи та ліквідації Мурованокуриловецького району, село увійшло до складу новоутвореного Могилів-Подільського району.